# Nurscia albofasciata
Nurscia albofasciata är en spindelart som först beskrevs av Embrik Strand 1907.  Nurscia albofasciata ingår i släktet Nurscia och familjen stenspindlar. Inga underarter finns listade i Catalogue of Life.